# 21 juillet 2012
Le samedi 21 juillet 2012 est le 203e jour de l'année 2012.

## Décès
- Alexander Cockburn (né le 6 juin 1941), journaliste politique irlando-américain
- Ali Podrimja (né le 28 août 1942), poète albanais
- Annie France (née le 16 février 1915), actrice
- Gérard de Palézieux (né en 1919), dessinateur, graveur et peintre
- Geoffrey Hattersley-Smith (né le 22 avril 1923), géologue et glaciologue anglais
- Ilse Barande (née le 11 mai 1928), psychanalyste et essayiste française
- Jean Ferniot (né le 10 octobre 1918), journaliste et écrivain français
- Susanne Lothar (née le 15 novembre 1960), actrice allemande
- Zhao Xijin (né le 1er janvier 1935), paléontologue chinois

## Événements
- 19e étape du Tour de France 2012
- Publication de Le Déshonneur d'un Colonel